# Acacia dermatophylla
Acacia dermatophylla är en ärtväxtart som beskrevs av George Bentham. Acacia dermatophylla ingår i släktet akacior, och familjen ärtväxter. Inga underarter finns listade i Catalogue of Life.